# 聯盟號運載火箭
聯盟號運載火箭（俄语：Союз，意為「聯合」，俄罗斯国防部火箭炮兵装备局代號：11A511，又稱聯合號運載火箭）為1961年由第一特種設計局（OKB-1）設計、國家第一航空工廠製造的蘇聯一次性運載火箭。聯盟號運載火箭為聯盟計劃的一部分，負責將聯盟號宇宙飛船送入近地軌道。聯盟號運載火箭在最初幾次無人飛行試驗後承擔了聯盟計劃頭19次載人任務。
11A511火箭於1966年首飛，是上升號運載火箭（11A57）的改型。11A511使用了新型芯級與捆綁助推器。這些新變化日後取代了在8A92,、11A57、8K78M等型號上使用的舊有設計，成為了R-7系列火箭的標準設計。
聯盟號運載火箭以水平方式於MIK工廠組裝，運送至發射台後直立。

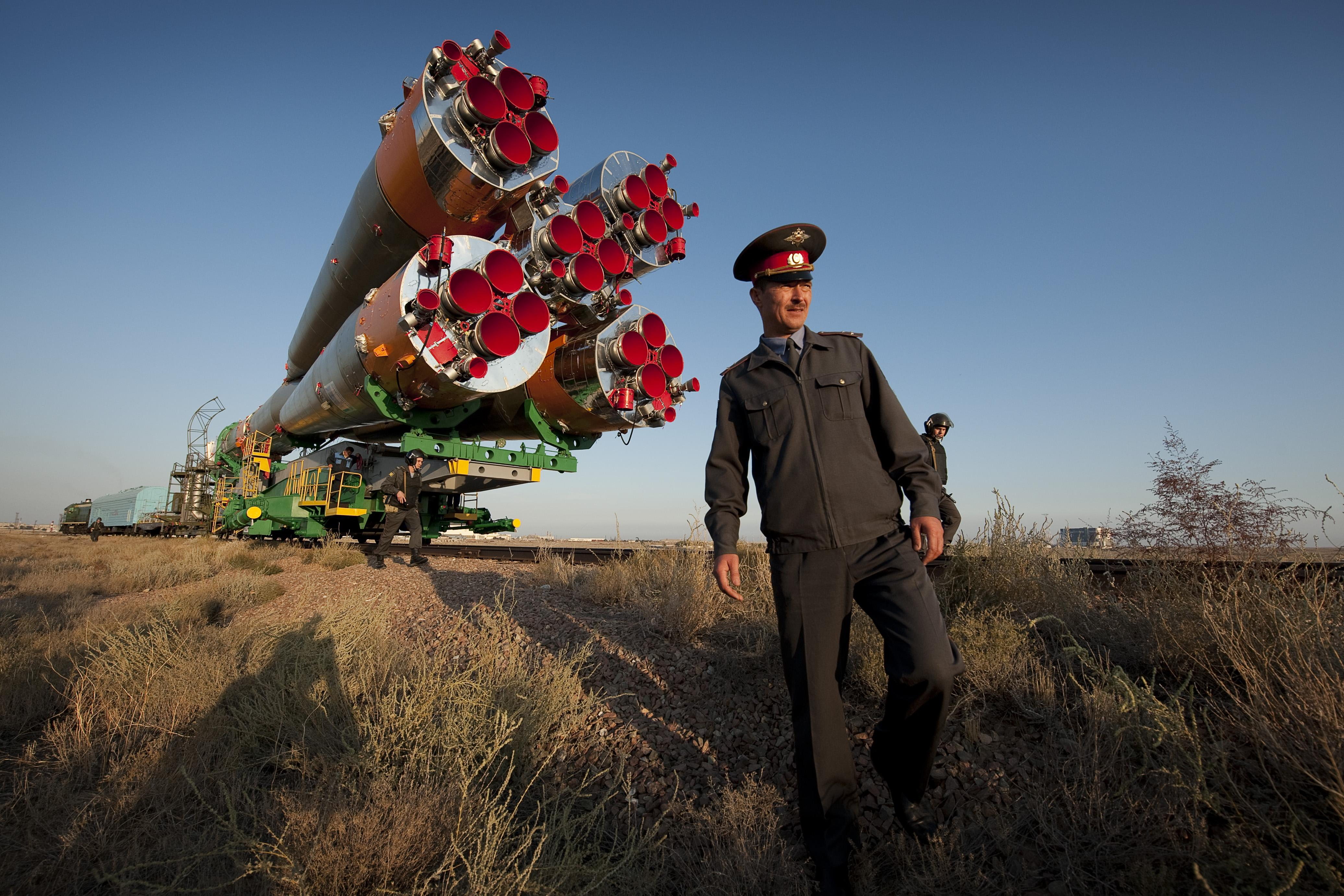
尾噴口
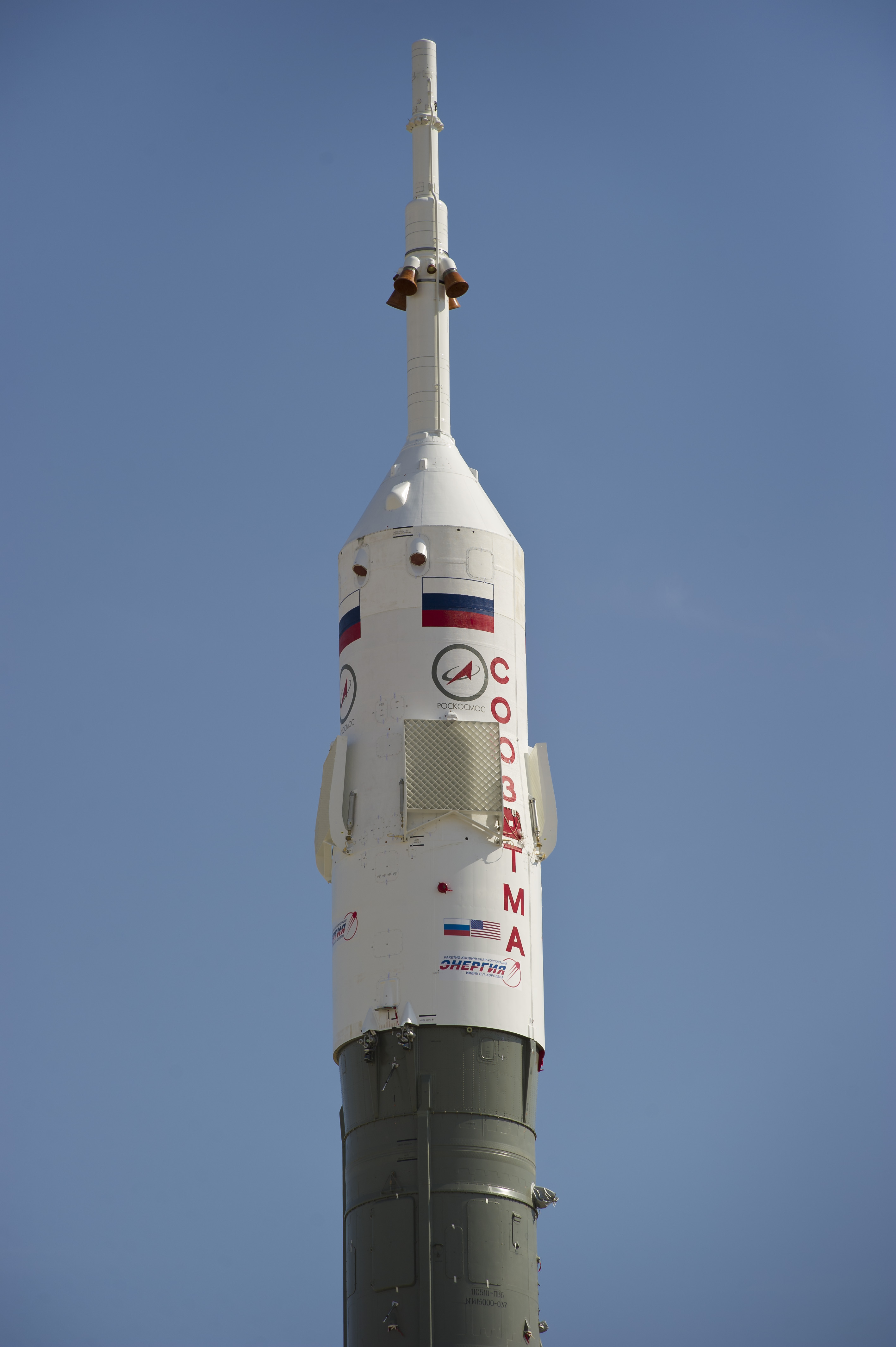
聯盟TMA-02M型火箭的上節特寫，此處也是成員艙的所在位置
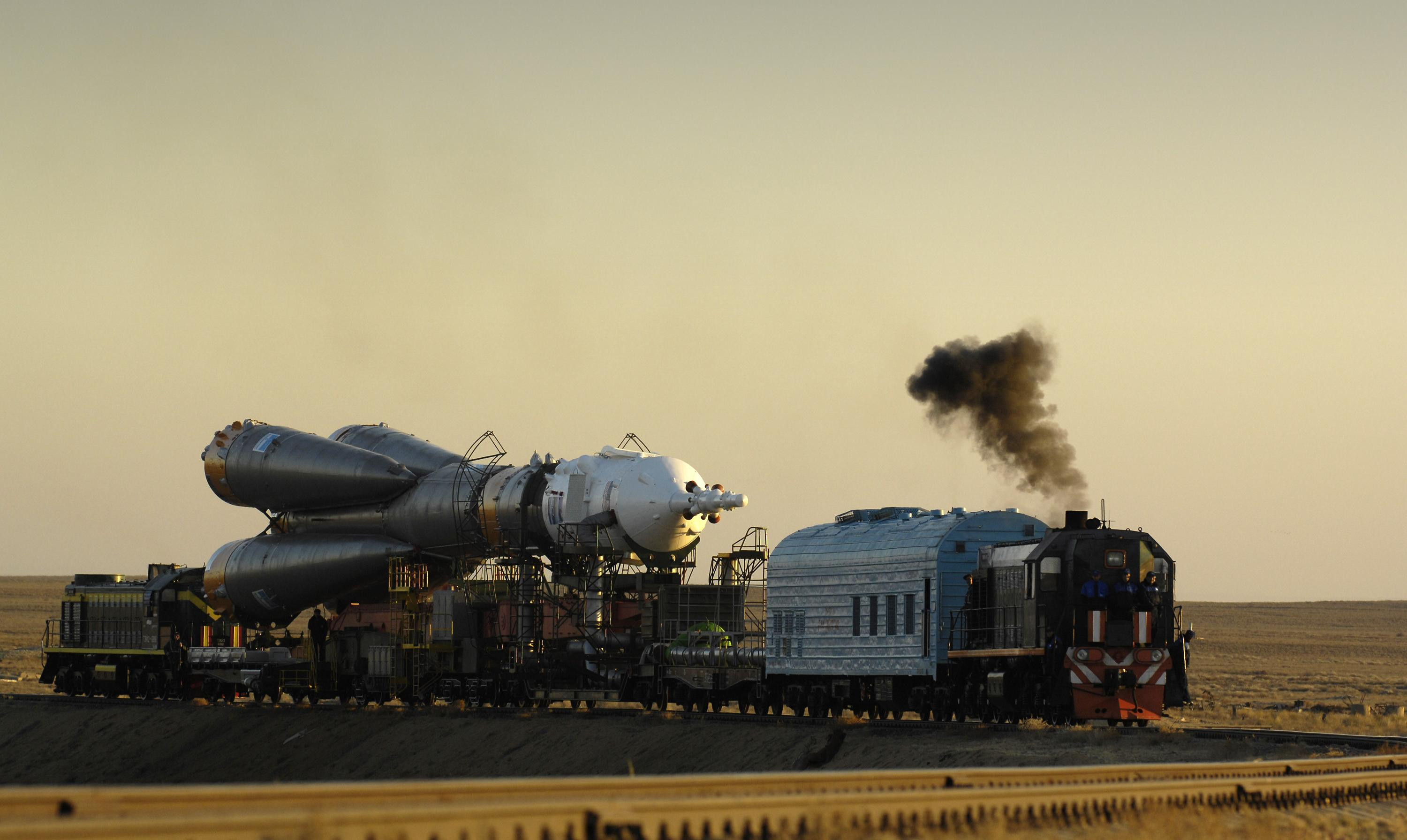
火車運輸中的聯盟號
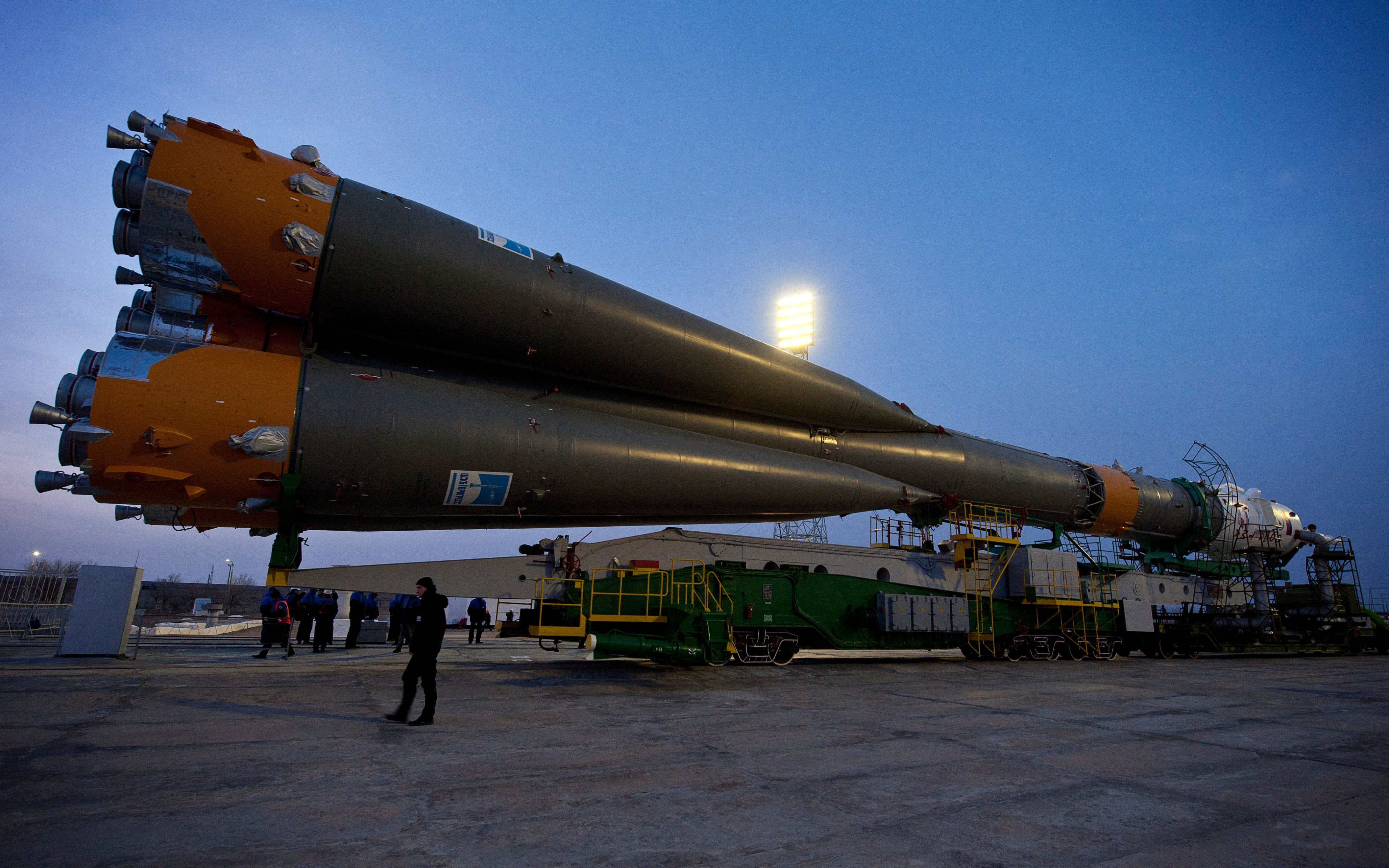
聯盟號運載火箭運輸至發射台，於哈薩克拜科努尔
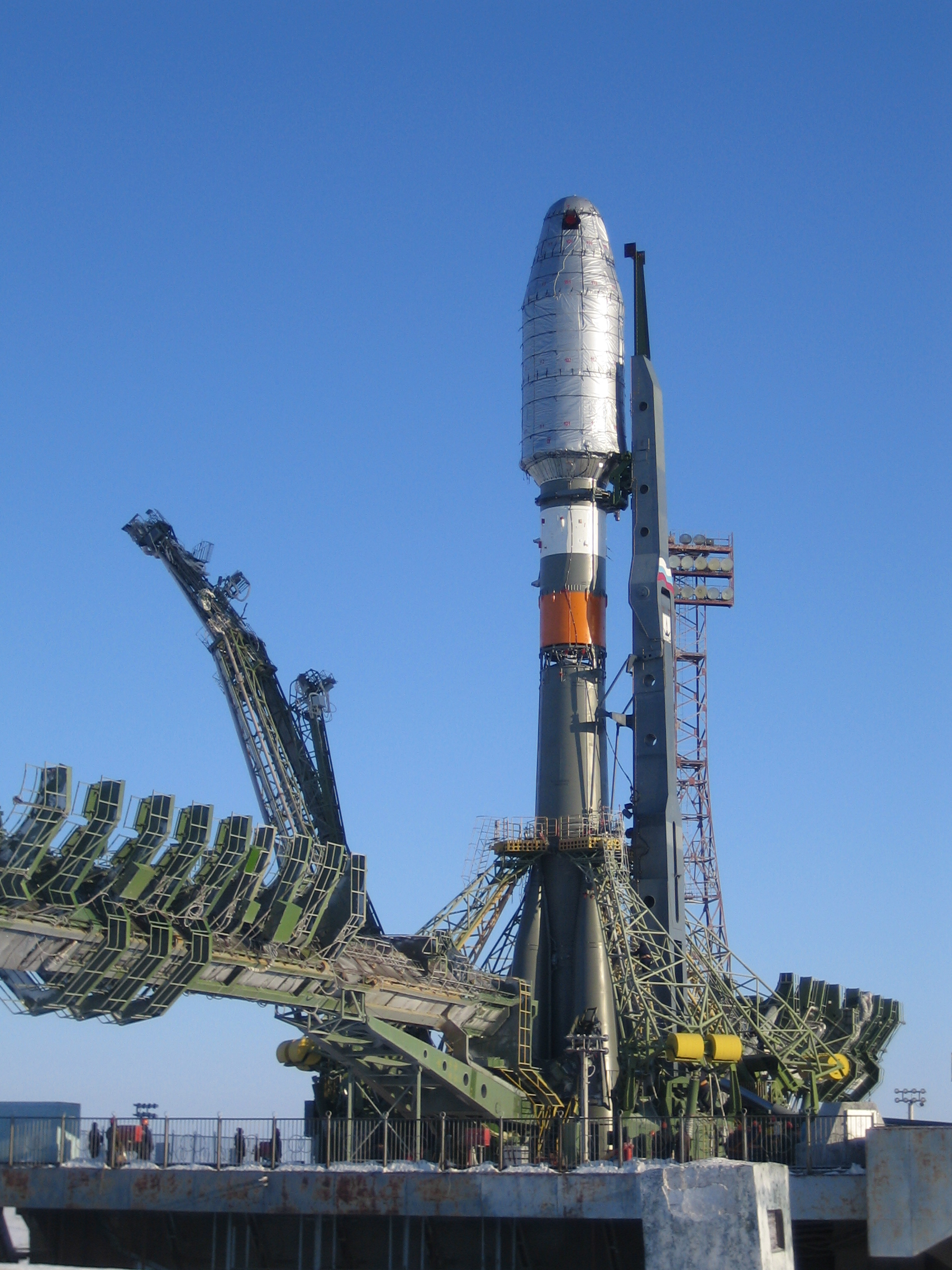
2007年一箭多星